# Wzgórza Dalkowskie
Die Wzgórza Dalkowskie (deutsch Dalkauer Berge) sind eine langgezogene Hügelkette im nordwestlichen Teil Niederschlesiens. Sie bilden einen Teil des Schlesischen Landrückens.

## Topographie
Die Dalkauer Berge erstrecken sich in Länge von etwa 100 km mit einer Breite von 10 bis 12 km von Nowogród Bobrzański (Naumburg am Bober) im Westen bis Chobienia (Köben) im Osten und bilden den südwestlichen Rand des Schlesischen Landrückens. Im Osten grenzen die Dalkauer Berge an das Glogauer Katzengebirge, von dem sie nur durch eine nur schwach ausgeprägte Senke getrennt sind.

## Geologie
Die Dalkauer Berge sind Teil eines von Moränenresten überragten tektonischen Höhenrückens, der sich etwa parallel zum Sudetenrand erstreckt. An vielen Stellen haben die Berge Merkmale einer Stauchmoräne.

## Gipfel
Schellenberg, 229 m